# Weselberg
Weselberg ist eine Ortsgemeinde im Landkreis Südwestpfalz in Rheinland-Pfalz. Sie gehört der Verbandsgemeinde Thaleischweiler-Wallhalben an, innerhalb derer sie gemessen an der Fläche die größte und hinsichtlich der Einwohnerzahl die viertgrößte Ortsgemeinde darstellt.

## Geographie

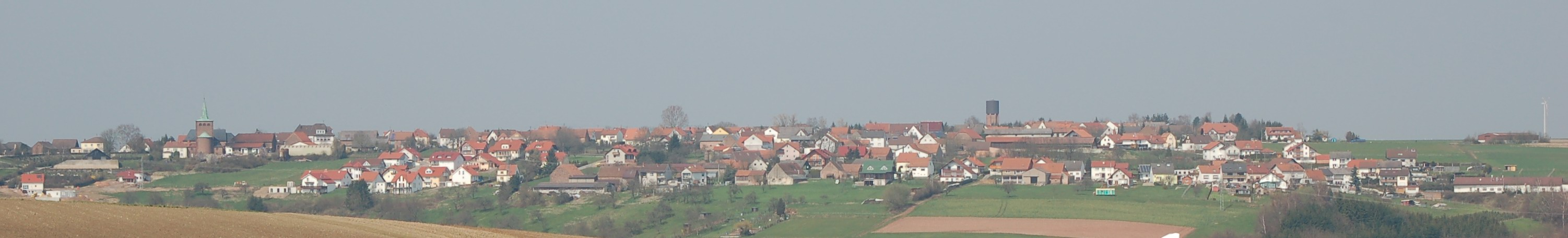
Weselberg, Blick von Hermersberg aus

### Lage
Weselberg liegt auf der Sickinger Höhe, an deren Nordostrand und ist etwa acht Kilometer von Landstuhl, 15,5 Kilometer von Pirmasens und 15 Kilometer von Kaiserslautern entfernt. Unmittelbar im Osten grenzt der Pfälzerwald in drei bis fünf Kilometer Entfernung zu Weselberg an die Sickinger Höhe. Nachbargemeinden sind – im Uhrzeigersinn – Queidersbach, Linden, Horbach, Hermersberg, Schauerberg, Saalstadt, Hettenhausen und Obernheim-Kirchenarnbach. Der Schauerbach bildet im Südwesten die Gemarkungsgrenze zu Schauerberg und der Gabelsbach im Nordosten diejenige zu Queidersbach.

### Gemeindegliederung
Die Gemeinde gliedert sich in die Ortsteile Harsberg, Weselberg und Zeselberg. Der südöstliche Ortsteil Weselberg und der nordwestliche Ortsteil Zeselberg sind mittlerweile baulich zusammengewachsen. Das örtliche Industriegebiet sowie der westliche Ortsteil Harsberg sind durch die Bundesautobahn 62 vom übrigen Gemeindegebiet abgetrennt.

### Klima
Der Jahresniederschlag beträgt 936 mm.

## Geschichte
Früheste Besiedlungsspuren in der Nähe von Landstuhl wie Steinkranzgräber stammen aus der Latènezeit, die von 500 bis 100 vor Christus dauerte. In der Zeit vom ersten bis zum vierten Jahrhundert nach Christus wird die Gegend von den Römern besiedelt, wie beispielsweise Münzfunde aus der Römersiedlung bei Landstuhl und die Heidelsburg bei Waldfischbach-Burgalben belegen. Die drei heutigen Ortsteile Harsberg, Weselberg und Zeselberg gehörten zum sogenannten Großgericht in der Herrschaft Landstuhl.
Von 1798 bis 1814 gehörte Weselberg zum Kanton Waldfischbach im Departement Donnersberg und unterstand der Mairie Zeselberg. Aufgrund der auf dem Wiener Kongress getroffenen Vereinbarungen kam das Gebiet im Juni 1815 zunächst zu Österreich und wurde 1816 auf der Grundlage eines Staatsvertrags an das Königreich Bayern abgetreten. Unter der bayerischen Verwaltung gehörte Weselberg von 1817 an zum Landkommissariat Pirmasens im Rheinkreis, ab 1862 zum Bezirksamt Pirmasens.
1939 wurde Weselberg in den Landkreis Pirmasens (ab 1997 Landkreis Südwestpfalz) eingegliedert. Nach dem Zweiten Weltkrieg wurde die Weselberg innerhalb der französischen Besatzungszone Teil des Regierungsbezirks Pfalz im damals neu gebildeten Land Rheinland-Pfalz. Im Zuge der ersten rheinland-pfälzischen Verwaltungsreform wurden die Nachbarorte Harsberg (damals 323 Einwohner) und Zeselberg (521 Einwohner) am 7. Juni 1969 nach Weselberg eingemeindet. Drei Jahre später wurde die Gemeinde der neugeschaffenen Verbandsgemeinde Wallhalben zugeordnet. Seit 2014 gehört Weselberg zur Verbandsgemeinde Thaleischweiler-Wallhalben.

## Bevölkerung

### Einwohnerentwicklung
Die Entwicklung der Einwohnerzahl von Weselberg bezogen auf das heutige Gemeindegebiet; die Werte von 1871 bis 1987 beruhen auf Volkszählungen:
| Jahr | Einwohner |
| ---- | --------- |
| 1815 | 623       |
| 1835 | 846       |
| 1871 | 922       |
| 1905 | 1.170     |
| 1939 | 1.302     |
| 1950 | 1.308     |
| 1961 | 1.342     |

| Jahr | Einwohner |
| ---- | --------- |
| 1970 | 1.446     |
| 1987 | 1.368     |
| 1997 | 1.433     |
| 2005 | 1.409     |
| 2011 | 1.345     |
| 2019 | 1.293     |

### Religion
Mit Stand 31. Dezember 2014 waren 79,1 Prozent der Einwohner von Weselberg katholisch und 13,4 Prozent evangelisch. Die übrigen gehörten einer anderen Religion an oder waren ohne Angabe bzw. gemeinschaftslos. Die Katholiken gehören zum Bistum Speyer, die Evangelischen zur Protestantischen Landeskirche Pfalz.

## Politik

### Gemeinderat
Der Gemeinderat in Weselberg besteht aus 16 Ratsmitgliedern, die bei der Kommunalwahl am 9. Juni 2024 in einer personalisierten Verhältniswahl gewählt wurden, und dem ehrenamtlichen Ortsbürgermeister als Vorsitzendem.
Bei der Ratswahl 2024 erzielte die CDU einen Stimmenanteil von 55,9 % (2019: 45,5 %), die FWG lag bei 39,1 % (41,6 %), die SPD bei 5,0 % (12,9 %). Die Wahlbeteiligung betrug 82,9 % (85,8 %).
Die Sitzverteilung im Gemeinderat:
| Wahl | SPD | CDU | FWG | Gesamt   |
| ---- | --- | --- | --- | -------- |
| 2024 | 1   | 9   | 6   | 16 Sitze |
| 2019 | 2   | 7   | 7   | 16 Sitze |
| 2014 | 2   | 5   | 9   | 16 Sitze |
| 2009 | –   | 7   | 9   | 16 Sitze |
| 2004 | 1   | 9   | 6   | 16 Sitze |

- FWG = FWG Bürgerblock Wesel-Zesel-Harsberg e. V.

### Bürgermeister
Michael Schmitt (CDU) wurde am 20. August 2019 Ortsbürgermeister von Weselberg. Bei der Direktwahl am 26. Mai 2019 war er mit einem Stimmenanteil von 58,51 % für fünf Jahre gewählt worden. Dabei setzte er sich gegen seinen Vorgänger Hans-Peter Mangold (FWG) durch, der das Amt zehn Jahre ausgeübt hatte.
Schmitt wurde bei der Direktwahl am 9. Juni 2024 wiedergewählt, wobei er sich mit 74,5 % gegen eine Mitbewerberin durchsetzte.

### Wappen
| Wappen von Weselberg | Blasonierung: „Durch eine silberne Leiste von Schwarz und Blau geteilt, oben durch einen silbernen Stab gespalten, oben rechts fünf silberne Bollen 2:1:2, oben links drei waagrechte goldene Ähren, unten eine achteckige silberne Kapelle mit schwarzen Fenstern.“ |
| Wappen von Weselberg | Wappenbegründung: Es wurde 1983 von der Bezirksregierung Neustadt genehmigt. Die fünf Bollen erinnern an die ehemaligen Ortsherren, die Herren von Sickingen. |

### Gemeindepartnerschaften
Lucka in Thüringen ist Partnerstadt von Weselberg.

## Kultur und Sehenswürdigkeiten

### Kulturdenkmäler

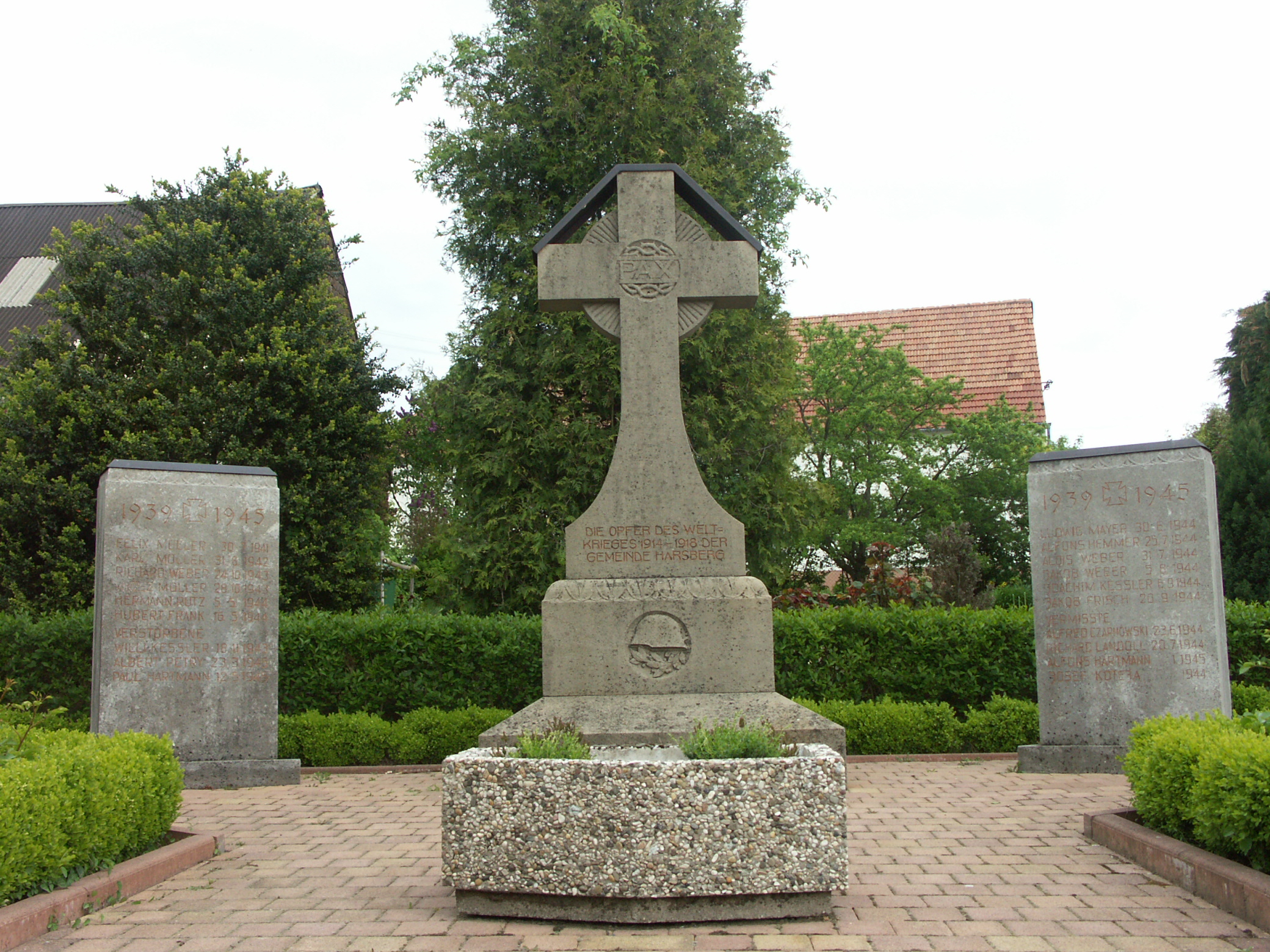
Unter Denkmalschutz stehendes Kriegerdenkmal

Vor Ort befinden sich insgesamt zehn Objekte, die unter Denkmalschutz stehen.

### Kirchen, Schulen, Kindergärten
In der 1800 erbauten, von 1929 bis 1931 nach Plänen des Architekten Albert Boßlet erheblich erweiterten katholischen Kirche finden regelmäßig Gottesdienste statt. Die evangelische Gemeinde nutzt gemeinsam mit den Nachbargemeinden Hermersberg und Höheinöd deren Kirchen. Daneben besitzt Weselberg auch eine Grundschule mit rund 40 Schülern (Stand 2011) und einen Kindergarten mit 72 Plätzen einschließlich Ganztags- und Hortplätze.

### Vereine
Ansässig im Ort ist unter anderem der im Jahre 1927 gegründete Musikverein „Laetitia“, der mehrere, nach Altersgruppen aufgeteilte Orchester hat. Seit 2016 veranstaltet „Laetitia“ jährlich – am vorletzten Juniwochenende – das Festival „Sicking High Rock“. Auch ansässig ist der Schützenverein, der im Jahre 2007 sein 50-jähriges Jubiläum feierte. Daneben gibt es jeweils in Weselberg und Harsberg einen Sportverein (Sportclub Weselberg, SCW und Sportgemeinschaft Harsberg-Schauerberg, SGH), einen Landfrauenverein, einen Gesangverein (Katholischer Kirchenchor und „Cäcilia“ Harsberg) und einen Obst- und Gartenbauverein. Alljährlich findet Anfang Juni in Harsberg das Glockenturmfest statt, wobei in regelmäßigen Abständen eine regionale Rosenausstellung des Obst- und Gartenbauvereins Harsberg zu sehen ist. Das alljährliche Dorffest in Weselberg findet am vorletzten Augustwochenende statt.

## Wirtschaft und Verkehr

### Wirtschaft
Bis in das letzte Jahrhundert war Weselberg ein reines Bauerndorf. Von den 14,65 km² Gemeindefläche wurden 2010 weiterhin 65,5 Prozent landwirtschaftlich genutzt; weitere 21,8 Prozent sind Waldfläche. Mittlerweile weist Weselberg eine lokale gewerbliche Infrastruktur in Form eines kleinen Industriegebiets zwischen den Ortsteilen Harsberg und Weselberg auf. Im Südwesten und Nordosten des Gemeindegebiets befinden sich jeweils Windkraftanlagen.

### Verkehr
Der Ort ist durch die Bundesautobahn 62 (Pirmasens-Nonnweiler) an das überregionale Straßennetz angebunden. Die Bundesstraße 270 führt südlich in Richtung Pirmasens und im Norden nach Kaiserslautern. Die mitten durch den Ort verlaufende Landesstraße 472 stellt eine Verbindung nach Kaiserslautern her. Am südlichen Ortsrand mündet sie in die Landesstraße 473, die durch Harsberg führt und von Wallhalben bis nach Steinalben verläuft.

### Tourismus
Mitten durch das Siedlungsgebiet führt der Sickinger Mühlenradweg, der eine Verbindung mit Thaleischweiler-Fröschen und Ramstein-Miesenbach herstellt. Die Südwestpfalz-Tour streift die südlichen Siedlungsrand von Weselberg und Harsberg. Ebenso führt ein Wanderweg, der mit einem grün-gelben Kreuz gekennzeichnet ist und der von Bexbach bis nach Ludwigshafen am Rhein verläuft, durch die Gemeinde.

## Persönlichkeiten

### Söhne und Töchter der Gemeinde
- Jakob Martin (1880–1938), katholischer Priester
- Ludwig Müller (1892–1972), General der Infanterie im Zweiten Weltkrieg

### Personen, die vor Ort gewirkt haben
- Oskar Martin-Amorbach (1897–1987), Maler, fertigte 1931 in der Pfarrkirche drei Altarbilder an.
- Frank Dressler-Lehnhof (* 1976), Radrennfahrer, besitzt in Weselberg einen Radladen.
- Nadine Keßler (* 1988), Fußballspielerin